# Državnik
Državnik je pojam koji označuje političara (živog ili mrtvog), za koga se može reći da je učinio (ili da čini) nešto korisno (ili značajno) za državu kojoj je na čelu, bilo u funkciji predsjednika, premijera ili nekoj drugoj odgovarajućoj ulozi.
Primjeri državnika:
- Zoran Milanović
- Franjo Tuđman
- Dwight D. Eisenhower
- John F. Kennedy